# Life is Beautiful (filmreeks)
Life is Beautiful is een reeks Nederlandse korte films van Jeroen Berkvens en Mark de Cloe uit 2010. De reeks bevat 30 films van 2 tot 6 minuten, de hele reeks duurt 90 minuten. Iedere film is gebaseerd op een adagium van Erasmus. Een aantal filmpjes zijn fictie, andere documentair.
Zeven films werden vanaf 20 december 2010 uitgezonden door de omroep HUMAN, de rest vanaf 2 oktober 2011. De bioscooppremière was op 24 september 2011 tijdens het Nederlands Film Festival. De filmreeks werd genomineerd voor een Gouden Kalf voor Beste Korte Film.

## Acteurs
- Bracha van Doesburgh
- Sylvia Hoeks
- Katja Herbers
- Robert de Hoog
- Gaite Jansen
- Melody Klaver
- Frank Lammers
- Rifka Lodeizen
- Matthijs van de Sande Bakhuyzen